# آرام‌اس اربیا
آرام‌اس اربیا (به انگلیسی: RMS Arabia) یک زیردریایی بود که طول آن ۱۵۲٫۳ متر (۴۹۹ فوت ۸ اینچ) بود. این زیردریایی در سال ۱۸۹۷ ساخته شد.